# Dora Komar
Dorothea Anna Chlotilde Komarek (* 18. April 1914 in Wien, Österreich-Ungarn; † 21. November 2006 in Lissabon) war österreichische Tänzerin, Filmschauspielerin und Opernsängerin (Sopran).

## Leben
Die gebürtige Wienerin Dorothea Komarek wirkte in ihrer Jugendzeit im Kinderballett der Wiener Staatsoper mit, ehe sie 1933 als Profi-Tänzerin am selben Orte ihr Erwachsenendebüt gab. Die Staatsoper engagierte Dora Komar, die auch eine Gesangsausbildung genossen hatte, zwei Jahre danach als Sängerin. Sie blieb dort bis zur von Goebbels angeordneten Schließung aller Theaterhäuser im Spätsommer 1944. Dora Komars bekannteste Erfolge auf der Bühne sind u. a. Die verkaufte Braut, Die Hochzeit des Figaro, Die Zauberflöte und Die Entführung aus dem Serail.
Dora Komar war auch Hauptdarstellerin in Kinofilmen. Sie wurde unmittelbar im Anschluss an ihr fulminantes Debüt an der Seite von Willi Forst in dem Kassenschlager Operette zweimal als Partnerin von Johannes Heesters (in Immer nur Du und Karneval der Liebe) besetzt und trat in ihrer letzten Filmrolle vor Kriegsende in dem prachtvollen Farbfilm Wiener Mädeln erneut an der Seite von Willi Forst auf, diesmal in der vom Krieg weitgehend verschont gebliebenen Stadt Prag. Sie stand 1944 in der Gottbegnadeten-Liste des Reichsministeriums für Volksaufklärung und Propaganda.
Dorothea Komarek, seit 1941 verehelichte Somborn, wanderte 1946 mit ihrem Ehemann (seit 1941), dem Kölner Rechtsanwalt und Produzenten der Forst-Komar-Filme Operette und Wiener Mädeln Hans Leopold Somborn, und ihren drei Kindern nach Rio de Janeiro aus, wo Dora Komar ihre künstlerische Tätigkeit fortführte. Sie gab am Theatro Municipal von Rio de Janeiro in den 1950er Jahren Liederabende mit Werken von Mozart, Strauss, Lehár und Schubert und Gastspiele mit Aufführungen von Opernarien in Santiago de Chile, Buenos Aires und Montevideo.
Die Familie Somborn kehrte 1970 nach Österreich zurück. Die Eheleute verweilten oft in Portugal, wo ihr jüngster Sohn wohnte. Hans Leopold Somborn verstarb in Lissabon am 30. Januar 1993, seine Witwe daselbst am 21. November 2006.

## Filmografie
- 1940: Operette
- 1941: Immer nur Du
- 1943: Karneval der Liebe
- 1943: Glück unterwegs
- 1944/49: Wiener Mädeln